# Domeykos
Domeykos − wymarły rodzaj ryby kostnoszkieletowej z gromady promieniopłetwych, żyjący w oksfordzie w późnej jurze. Jego nazwa jest nawiązaniem do nazwiska polskiego geologa Ignacego Domeyki.